# Florent Sinama-Pongolle
Florent Sinama-Pongolle (nascut el 20 d'octubre de 1984 a Saint-Pierre, Réunion) és un exfutbolista professional francès que jugava en la posició de davanter.
Fou internacional amb la selecció francesa de futbol. Pel que fa a clubs, destacà al Liverpool FC, Le Havre AC, Blackburn Rovers FC, Atlètic de Madrid, Sporting CP, Reial Saragossa, FC Rostov, Chicago Fire o Dundee United.